# Gagaüsos
Els gagaüsos són una minoria turquesa al sud de Moldàvia (Gagaúsia) i sud-oest d'Ucraïna (principalment a Budjak, óblast d'Odessa) en un nombre de 250.000. Ells i els txuvaixos, iacuts i dolgans de Rússia són els únics grups turquesos que són predominantment cristians.

## Distribució geogràfica
Els gagaüsos de fora de Moldàvia viuen principalment a les regions ucraïneses d'Odessa i Zaporíjia, així com al Kazakhstan, dins els districtes de Semipalàtinsk (Kokpeti, Zharma, Txarskij, Aksuat i Urdzhat) i Pavlodar; el Kirguizstan, a la ciutat de Bixkek, l'Uzbekistan, Romania i a la república russa de Kabardino-Balkària. Hi ha també uns 20.000 gagaüsos vivint als països balcànics de Grècia, Bulgària (a les viles de  Varna (Provadya), a la Dobrudja (Kavarna) i al Sud (Iambol i Topolovgrad)) i Macedònia del Nord.
Hi ha un grup ètnic relacionat anomenat gagavuz (o gajal) que viu a la part europea del nord-oest de Turquia, al nord-est de Bulgària, i a Macedònia del Nord. En general són musulmans.
Dins de Moldàvia, segons dades oficials del 1995, uns 153.000 gagaüsos vivien a la seva república, la qual cosa suposava el 82,5% de la població; la resta són búlgars, moldaus, russos i ucraïnesos. D'ells, el 92% usen el gagaús com a llengua nadiua, tot i que el 73% afirmen conèixer el rus, i només el 4% afirma parlar romanès. La seva religió és l'ortodoxa grega, llevat uns 2.000 baptistes. Són més del 50% de la població a 24 ciutats i només a sis són minoritaris. També n'hi ha a Chisinau (5.808), Basarabeasca (2.451), Tiraspol (1.909), Tighina (1.554), Cahul (1,254), Burlaceni, regió Vulcanesti (1.090), Baurci, regió Cainari (501), Taraclia (725), Cimislia (226), Ciumai, regió Taraclia (329), Etulia, regió Vulcanesti (312), Moscovei, regió Cahul (128), Visinesti, regió Cantemir (182), Sadic, regió Cantemir (148), Iargala, regió Leova (145), Albota de Sus (242), Cealic (171), Satul Nou (288), Salcia (194), Sofieni (388), tota a la regió Taraclia.

## Història

### Orígens
L'origen i ascendència dels gagaüsos és poc coneguda. Segons algunes hipòtesis, són descendents dels cumans o polovtsians, que arribaren al Don-Kuban el 880 i a Kíev el 948 i en mataren el príncep Sviatoslav de Kíev. El 1046 el cap dels uz, Kegen, provocà una revolta contra el Khan Turak, se n'anà a l'Imperi Romà d'Orient i adoptà el cristianisme, de manera que s'establí a l'actual Macedònia del Nord, on el 1071 col·laboraren a la derrota definitiva dels cumans. Jugaren un rol actiu en la història de les estepes de la Rússia Meridional fins al 1237. Segons els búlgars, però, són descendents dels búlgars que foren turquitzats en el segle xix, però conservant-ne la religió.
Segons altres teories, són descendents dels torks o uzes (Gök Uz), que estaven emparentats amb els cumans, i que en les antigues cròniques russes del segle xi coneixen com a Tornije Klobuki ('barrets negres', en turc kara kalpak). Aquests, però, semblen haver estat una tribu molt barrejada. Durant la dominació russa adoptaren la religió ortodoxa grega.
La hipòtesi més probable, però, és la que els considera descendents dels turcs oghuz i dels saldjuks, originaris del Baikal i que van marxar cap a l'oest en el segle vi, també anomenats toquz oghuz, i que al segle ix eren dividits en 24 clans.

### L'estat gagaús de Dobrudja
El territori més tard anomenat Dobrudja ja fou habitat des de la primera meitat del segle xiii per les tribus turques, i l'anomenaven País de Karvuna, pel nom de la seva capital (avui Balčik). En el segle xi travessaren el Danubi i s'assentaren d'antuvi a Grècia, Macedònia i Bulgària, on adoptaren el mode de vida sedentari i la religió ortodoxa cristiana i on potser es van barrejar amb elements cumans, polovtsians i petxenegs. Des d'ací amenaçaven l'Imperi Romà d'Orient, qui feia lleves de tropes entre la població de la regió, sobretot els uzes. Les tribus oghuz atacaven sovint l'imperi, a vegades units a altres tribus en incursió.
Com a conseqüència, deixaren de desconfiar en ells i s'esforçaren a sotmetre'ls amb la intenció d'utilitzar les seves forces en benefici propi. Així, el 1261 l'emperador Miquel VIII Paleòleg cridà a la cort el soldà saldjuk Izzaldin Kayka'us II (1236-1276), qui havia fugit d'Anatòlia atacat pels mongols. L'emperador li concedí en feu la possessió de territoris davant la Dobrudja, on hi establí un estat oghuz independent amb capital a Karvuna. D'aquesta manera, es creu que l'apel·latiu ètnic prové del mot del cabdill Kaykaus. L'ortodòxia grega fou reconeguda com a religió dominant, i l'autoritat eclesiàstica era exercida pel patriarcat de Constantinoble mitjançant l'exarcat de Karvuna. El nou estat fou reforçat per la incorporació de turcs seljúcides, i pels voltants del 1296 creà la seva pròpia armada i flota.
Després de diversos combats entre tribus, s'hi distingí Balik, qui es posà al cap de les tribus oghuz i fou nomenat nou cap de l'estat. El 1346 va intervenir en els desordres de Constantinoble, on hi envià mil cavallers per ajudar la regent Anna de Savoia. Després de la seva mort el 1357, fou nomenat nou rei Dobrotič, qui va reforçar notablement l'estat i va augmentar la flota. El país de Karvuna va passar a anomenar-se definitivament Dobrudja (per Dobrotič) o principat de Dobrydzha (en gagaús, Uzi ayalet).
Tanmateix, els turcs otomans assetjaren l'Imperi Romà i els seus feus, i el reialme turcocristià dels gagaüsos els fou una presa fàcil. El successor de Dobrotič, Yanko o Yvanko, fou el darrer sobirà oghuz. El 1398 fou obligat a reconèixer la sobirania de l'otomà Bayazid I (1389-1402), quan aquest havia ja conquerit la Grècia Continental.

### Delseglexvalseglexix
Després de la desaparició de l'estat oghuz, una part de la població abraçà l'islam, però la resta es mantingué fidel al cristianisme. Després de la presa de Constantinoble pels turcs el 1453, el soldà otomà Mehmet II reconegué el patriarca grec de Constantinoble com a cap de tots els cristians sense distinció de nacionalitat.
Per bé que durant quatre segles les fonts històriques no fan esmena dels turcs de la Dobrudja, se suposa que es mantingueren sota l'autoritat del patriarca. N'és una prova que el 1652 el patriarca prengué la decisió de conferir la jurisdicció sobre les viles i els llogarrets al bisbe local, en comptes de l'exarca de Karvuna. Endemés, durant els segles xvi i xvii patiren incursions dels nogais.
Des del 1684 començà a declinar la puixança otomana i els regnes cristians formaren la Santa Lliga, de manera que esclataren diverses guerres russoturques i austroturques. Això provocaria l'èxode de diversos pobles dels Balcans cap a la "Santa Rússia". Així, entre el 1750 o el 1846, de manera semblant a la dels búlgars, molts gagaús marxaren de la Península Balcànica cap a Rússia a través del Danubi; el 1769, a la província de Novaja Rossija; entre el 1787 i el 1791, i més tard entre el 1801 i el 1812, al sud de Bessaràbia. Des del 1807, endemés, van ocupar els buits que deixaren els nogai, que abandonaren Budjak i marxaren a Crimea i Azov. Els gagaüsos s'establiren a les viles de Comrat, Avdarma, Kongaz, Tomai i Cimischioi, zona molt fèrtil, però encara es mantingueren en Provadya, Varna, Yanvol i Topolovgrad (Bulgària).
Simultàniament, el principat de Moldàvia era posat sota la protecció de Rússia el 1774 pel tractat de Kučuk-Kainardji, i pel Tractat de Bucarest del 1812 la Bessaràbia fou atribuïda a Rússia. Cap al 1770 fundaren a Moldàvia les viles de Çadır i Orak, i quan els tàtars foren obligats a marxar de Bucak el 1812, s'hi establiren ells, encoratjats pels russos. Des del 1818, endmés, el seu nombre s'incrementà a la zona de Çadir-Lunga sota la protecció de Russia i Moldàvia. En els censos del 1817, 1835, 1851 i 1859 se'ls considera com a búlgars de parla turca, però des del de 1897 se'ls considera com una ètnia a part.

### Els seglesxixixx
Aquestes emigracions no provocaren cap intervenció per part del govern rús, però sí que hi posà ordre en la gestió de terres i en l'administració. Aquest moviment era aparentment proper a l'opressió dels daghli i kirdjali, bandes de pillatges dels Pasvand-oghlu (Uthman, el famós paixà de Vidin, i Kara Feydi). Només una minoria de gagaús van romandre a Bulgària, on encara hi són llurs descendents. A partir del cens del 1817 s'usarà el terme gagaús per primer cop de manera oficial.
El 1856 el territori gagaús fou posat sota administració del gubernia de Bessaràbia. Però des de la creació del regne de Romania el 1861, els nacionalistes romanesos reclamaren la Bessaràbia, que li fou atribuïda en acabar la Primera Guerra Mundial. Només van gaudir d'un petit període independent, cinc dies d'hivern del 1906, quan una revolta de pagesos dirigits per Andre'i Galatan, fill d'Atmaca Pavli, qui proclamà la república de Comrat que fou aixafada a les dues setmanes pels soldats tsaristes el 1906; obligaren als sublevats a agenollar-se davant el Sobor i els torturaren. Entre el 1909-1910 alguns gagaüsos emigraren cap a Turgaj (Àsia central), i el 1925 d'altres s'establiren a Taixkent. El país es mantingué en l'endarreriment econòmic i patiren alguns intents uniformitzadors del grup feixista romanès Garda de fier (guarda de ferro) de Corneliu Codreanu. El 1937 apareixerà el primer grup nacionalista gagaüs, Khalky Gagauze (Organització Popular Gagaüs), i l'ambaixador turc a Bucarest, Hamdullah Suphi Tanrıöver (1931-1944) va fomentar els cursos de llengua turca entre ells i les beques per a estudiar a Istanbul.
A causa del Pacte von Ribbentrop-Molotov signat per nazis i soviètics, la Bessaràbia fou envaïda per tropes soviètiques, i el 2 d'agost del 1940 passarà a formar part de l'RSS de Moldàvia. Però l'octubre del 1941 el país fou novament envaït pels romanesos, formant part de la nova província de Transnístria fins a la signatura de l'armistici de Moscou del 1944, pel qual la Bessaràbia tornava a mans soviètiques. Però el territori gagaüs serà dividit entre Moldàvia (el 80%) i Ucraïna (el 20%).
Des del 1949, totes les viles gagaüses de Moldàvia i Ucraïna foren col·lectivitzades, així com les de Romania i Bulgària. Tot i que aleshores eren força assimilats a la cultura romanesa, Stalin els "encoratjà" a mantenir la seva cultura indígena o a russificar-se. Malgrat no obtenir cap mena d'autonomia, el 30 de juliol del 1957 s'adaptà un nou alfabet per a la seva llengua (fins aleshores escrivien en alfabet grec), i des del 1958 s'utilitzava a l'ensenyament primari. A partir del 1980, però, augmentaren les protestes i pressions per tal d'exigir un augment de presència de la llengua als mitjans de comunicació, de manera que el 1986 les autoritats soviètiques permeteren un augment limitat de presència en els mitjans.
El 20 de juny del 1989, en plena perestroika i aprofitant l'aparició del Frontul Popilar Moldovei (FPM), amb idees panromaneses, es va reconstituir el partit Khalky Gagauze (Poble Gagaüs), dirigit per Mefody Vyrlam i Stepan Topal, així com el grup Arkalik (Cooperació). El 27 d'agost van organitzar una marxa contra la Llei de la Llengua Moldava, que proposava l'oficialitat única del romanès a Moldàvia.
L'octubre del 1989 el moviment Khalky Gagauze es va inscriure legalment i el novembre celebrà el I Congrés en el qual va crear la RSSA Gagaüsa dins la República de Moldàvia.
Per la història posterior, vegeu Conflicte a Gagaúsia.